# Владыки капиталистического мира

«Влады́ки капиталисти́ческого ми́ра» — серия публицистических памфлетов-брошюр, издававшихся в 1960-е — 1980-е годы в СССР Издательством политической литературы и посвящённых различного рода крупным капиталистам-миллионерам, а также фирмам и компаниям того же рода.

## Выпуски серии
| Год  | Автор              | Наименование                                              | Тираж (в тыс. экз.) | Краткое содержание |
| ---- | ------------------ | --------------------------------------------------------- | ------------------- | --- |
| 1965 | Ершов С. А.        | Автомобильный гигант США                                  |                     | О деятельности американского автомобильного треста «Дженерал моторс»                                                                            |
| 1965 | Зорин В. С.        | Династия Морганов                                         |                     | О банкирском доме Морганов |
| 1965 | Смолянский В. Г.   | Большой гешефт (концерн «Сименс»)                         |                     | О германском концерне Siemens |
| 1965 | Столповский Б. Г.  | Привидения на вилле «Гольбек»                             |                     | О деятельности немецкого концерна «Фридрих Флик КГ» Фридриха Флика                                                                              |
| 1965 | Юрьев Ю. И.        | Современный Крез. (Дом Ротшильдов и его обитатели)        |                     | О жизни и деятельности финансовой семьи Ротшильдов                                                                                              |
| 1967 | Ярошевский Б. Е.   | Зелёное чудовище                                          |                     | О деятельности фруктовой компании United Fruit Company                                                                                          |
| 1967 | Юданов Ю. И.       | Монополия-грабитель (концерн «Юнилевер»)                  |                     | О деятельности британо-нидерландского пищевой и парфюмерной компании Unilever                                                                   |
| 1967 | Марьев Н. М.       | Подводно-ракетный бизнес «Дженерал дайнэмикс»             |                     | О деятельности американской военно-промышленной корпорации General Dynamics                                                                     |
| 1969 | Рачков Б. В.       | Рыцари «чёрного золота»                                   |                     | О деятельности нефтяных компаний «Стандард ойл оф Нью-Джерси», «Бритиш петролеум», «Ройял Датч Шелл» и другие                                   |
| 1969 | Румянцев Ф. Я.     | Концерн смерти                                            |                     | О деятельности немецкого химического концерна IG Farben                                                                                         |
| 1969 | Юданов Ю. И.       | Империя «Нескафе». (Швейцарский пищевой концерн «Нестле») |                     | О деятельности швейцарской компании-производителя продуктов питания Nestlé                                                                      |
| 1971 | Румянцев Ф. Я.     | Финансовая мафия                                          |                     | О деятельности Deutsche Bank |
| 1971 | Ланин Б. Е.        | «Фольксваген» меняет маски                                |                     | О деятельности немецкого автомобильного концерна «Фольксваген»                                                                                  |
| 1972 | Белодед М. А.      | Монополия «Филипс»                                        |                     | О деятельности нидерландской финансов-промышленной группы Philips                                                                               |
| 1972 | Константинов О. К. | Спрут с берегов Темзы                                     |                     | О деятельности британского химического концерна Imperial Chemical Industries                                                                    |
| 1973 | Бутлицкий А. В.    | «Одиссея» Аристотеля Онассиса                             |                     | О жизни и деятельности греческого мультимиллионера Аристотеля Сократа Онассис                                                                   |
| 1974 | Константинов О. К. | Дюпоны без маски                                          |                     | О деятельности американской химической компании DuPont                                                                                          |
| 1975 | Дейниченко Г. В.   | Молчаливое семейство                                      |                     | О жизни и деятельности семьи Валленбергов — хозяев шведского банка Skandinaviska Enskilda Banken                                                |
| 1975 | Цветов В. Я.       | Чёрная магия Мацуситы                                     |                     | О деятельности Matsushita Electric Industrial Co., Ltd                                                                                          |
| 1975 | Юданов Ю. И.       | Базельские фармацевты                                     | 150                 | О трёх крупнейших химических концернах Швейцарии — Hoffmann-La Roche, Ciba и Sandoz                                                             |
| 1976 | Бандура Ю. Н.      | Империя «Трёх бриллиантов»                                |                     | О деятельности японской финансово-промышленной группы «Мицубиси»                                                                                |
| 1976 | Колосов Л. С.      | Мафия — концерн преступников                              |                     | Об истории и деятельности «Коза ностра» в Италии и США                                                                                          |
| 1976 | Стуруа М. Г.       | Гленн Тарнер заячья губа                                  | 200                 | О жизни и деятельности американского мультимиллионера Гленна Тарнера                                                                            |
| 1978 | Бутлицкий А. В.    | «Бриллиантовый» Гарри                                     | 200                 | О деятельности президента международной алмазно-перерабатывающей корпорации De Beers Гарри Фредерика Оппенгеймера                               |
| 1978 | Цветов В. Я.       | «Человек с тремя лицами»                                  | 300                 | О деятельности японского криминального авторитета Ёсио Кодама                                                                                   |
| 1978 | Артамонов А. А.    | Тайные тропы «ИТТ»                                        |                     | О деятельности американской телеграфно-телефонной компании ITT Corporation                                                                      |
| 1978 | Стржижовский Л. Ф. | Стреляет пресса Шпрингера                                 | 300                 | О жизни и деятельности немецкого журналиста Акселя Шпрингера, основателя и владельца медиаконцерна Axel Springer AG                             |
| 1979 | Мозговой А. Ф.     | Мёртвая хватка калифорнийского тигра                      | 200                 | О деятельности американской авиаракетостроительной компании Northrop Corporation                                                                |
| 1979 | Покровский А. Н.   | Империя в республике                                      |                     | О деятельности итальянского нефтехимического концерна Montedison                                                                                |
| 1980 | Цветов В. Я.       | Отравители из «Тиссо»                                     |                     | О деятельности японской химической компании Chisso Corporation и её роли в болезни Минаматы                                                     |
| 1981 | Боровой Я. Л.      | Король безнравственности                                  |                     | Об издательской деятельности Х. М. Хефнера |
| 1981 | Иньков Ю. И.       | Кибернетический левиафан                                  |                     | О деятельности американского концерна IBM |
| 1982 | Левин В. Н.        | Бизнесмен удачи                                           | 200                 | О деятельности американского торговца стрелковым оружием Сэмюеля Каммингса, владельца «крупнейшей частной компании по продаже оружия» Interarms |
| 1985 | Артамонов А. А.    | Виражи концерна «Локхид»                                  |                     | О деятельности американского авиастроительного и аэрокосмического концерна Lockheed Corporation                                                 |
| 1985 | Стрельников Р. В.  | В плену телеспрута                                        |                     | О деятельности телекомпании Columbia Broadcasting System и Уильяма С. Пейли                                                                     |
| 1985 | Цветов В. Я.       | Мафия по-японски                                          |                     | О деятельности якудза в Японии |
| 1986 | Левин В. Н.        | Банкиры мафии                                             |                     | «О деятельности итальянских банкиров, и прежде всего „Банко Амброзиано“»                                                                        |
| 1988 | Сухой В. В.        | Ливермор: мундир вместо мантии                            |                     | О деятельности Ливерморской национальной лаборатории                                                                                            |
| 1989 | Левин В. Н.        | Флик — имя нарицательное                                  |                     | О деятельности основателя концерна «Фридрих Флик КГ» — Фридриха Флика, и его сына — Фридриха Карла Флика                                        |
| 1989 | Печникова Р. Ю.    | Под звездой «Мерседеса»                                   |                     | О деятельности немецкого автомобильного концерна «Даймлер-Бенц»                                                                                 |